# Eatonella
Eatonella é um género botânico pertencente à família Asteraceae.